# Ljubomir Šercer
Ljubomir (Ljubo) Šercer s psevdonimom Ljubo Petrič, slovenski častnik in narodni heroj, * 1. avgust 1915, Branik, † 22. december 1941, Tomišelj.
Šercer je osnovno šolo obiskoval na Vrhniki, gimnazijo v Ljubljani, nato pa vojaško akademijo v Beogradu. 
1. oktobra 1935 je postal podporočnik pehote. Nato je služboval v Banja Luki in Kninu, 1. oktobra 1939 pa je napredoval v poročnika. 
Po porazu jugoslovanskih sil v aprilski vojni je prišel v Ljubljano, kjer se je pridružil OF. 3. julija 1941 je odšel v partizane, kjer je bil sprva mitraljezec, kasneje pa je postal najprej komandir molniške, nato pa še mokrške in loške čete. 
Po izdaji so ga 16. novembra 1941 ujeli in ga 16. decembra obsodili na smrt. 22. decembra so ga skupaj s še  petimi partizani ustrelili. Pokopan je v Tržiču v Italiji. 
Za narodnega heroja je bil proglašen 25. oktobra 1943, po njem pa je bila kasneje poimenovana 2. slovenska narodnoosvobodilna udarna brigada »Ljubo Šercer«.